# Gnojnica
Gnojnica is een plaats in het Poolse district  Ropczycko-sędziszowski, woiwodschap Subkarpaten. De plaats maakt deel uit van de gemeente Ropczyce en telt 2100 inwoners.